# Crisi del debito sovrano europeo

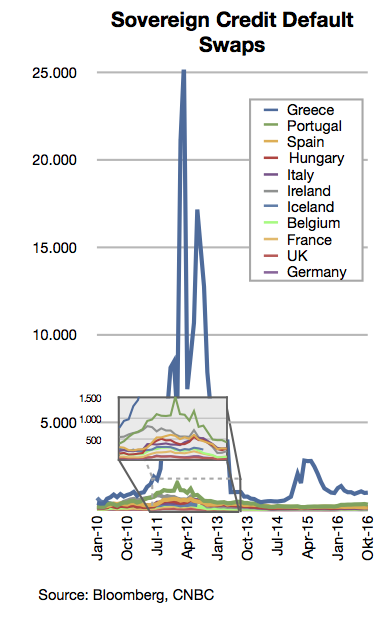
Prezzi dei credit default swap di alcuni paesi europei da giugno 2010 a settembre 2011. l'asse y indica i punti: un livello pari a 1000 costa 1 milione di dollari di debito per 5 anni

La crisi del debito sovrano europeo, o crisi della zona euro, è una crisi finanziaria iniziata nel 2010 all'interno dell'Unione europea.
La grave crisi finanziaria globale aveva causato un aumento vertiginoso del debito sovrano nelle economie avanzate, accumulatosi già a partire dai precedenti decenni, e la preoccupazione crescente sul possibile default degli Stati coinvolti ha innescato vari dibattiti su come risolvere il problema. Nelle economie avanzate, in media infatti, il rapporto debito/Pil è oggi vicino a livelli del 100 per cento, i più alti dal secondo dopoguerra, e sembra oltretutto destinato ad aumentare ulteriormente. L'aggiustamento fiscale richiesto, ad esempio tramite misure di austerità, è senza precedenti, e serviranno molti anni per ridurre il debito e riportarlo a livelli accettabili.

## Descrizione

Debito pubblico in percentuale del PIL (2010).

L'avanzo o disavanzo di Cipro, Grecia, Irlanda, Italia, Portogallo, Spagna e Regno Unito in comparazione con l'Eurozona e gli Stati Uniti (2001-2011).

Dal tardo 2009, crebbe, tra gli investitori, la paura riguardo a una crisi del debito degli Stati europei, che si intensificò all'inizio del 2010 e successivamente. A lato di prestiti eccessivi, i governi ebbero problemi a finanziare ulteriori deficit di bilancio e servizi pubblici, in presenza di alti livelli di debito. Tra i membri dell'Eurozona toccati dalla crisi vi furono Grecia, Irlanda, Italia, Spagna e Portogallo a cui si aggiungono anche alcuni paesi estranei all'eurozona.
La crisi emerse soprattutto in paesi in cui il deficit di bilancio e i debiti sovrani crebbero, con l'ampliamento dei differenziali di rendimento dei titoli (credit spread) e l'assicurazione di rischio sui credit default swap tra questi paesi e gli altri membri UE, per lo più la Germania.
Le preoccupazioni riguardo alla crescita del livello di debito dei governi hanno attraversato il mondo con un'ondata di declassamento del debito dei governi europei, con conseguente allarme nei mercati finanziari. Il 9 maggio 2010 i ministri dell'economia europei approvano il pacchetto di recupero di 750 miliardi di euro con l'obiettivo di assicurare la stabilità finanziaria in Europa creando il Fondo europeo di stabilità finanziaria (European Financial Stability Facility, in sigla EFSF).
Nell'ottobre 2011 i primi ministri dell'eurozona si incontrano a Bruxelles accordandosi su un pacchetto di misure progettate per prevenire il collasso, per debiti, delle economie dei membri. Ciò ha proposto di cancellare il 50% del debito greco di proprietà di creditori privati, incrementando il fondo EFSF di circa 1 000 miliardi di euro e richiedendo alle banche europee di raggiungere la capitalizzazione del 9%. Malgrado la crisi del debito in alcuni paesi dell'Eurozona, la moneta europea rimase stabile, mantenendo un potere di mercato leggermente migliore della moneta dei principali partner commerciali del blocco dell'euro rispetto all'inizio della crisi.

## Stati con rapporto debito/PIL elevato

### Cipro
L’economia della piccola isola di Cipro è stata colpita da numerosi attacchi speculativi attorno al 2012, in ragione delle criticità della sua situazione dovute, tra l'altro, all’esposizione di 22 milioni di euro delle banche cipriote alla crisi economica della Grecia: esercitarono un peso, soprattutto, il declassamento dell’economia cipriota ad un rating junk dalle agenzie internazionali di rating e l’incapacità del governo di rimborsare i titoli di stato emessi.
Il 25 giugno 2012 il governo cipriota ha richiesto il salvataggio da parte del Fondo europeo di stabilità finanziaria o del Meccanismo europeo di stabilità, citando le difficoltà nel supportare il settore bancario dall’esposizione nella Crisi economica greca.
Il 30 novembre la Troika (la Commissione europea, il Fondo monetario internazionale e la Banca centrale europea) e il governo cipriota approvarono i termini del piano di salvataggio con solo la quantità di denaro necessario per il salvataggio rimanente da concordare. I termini di salvataggio includono severe misure di austerità, compresi tagli ai salari pubblici, vantaggi sociali, indennità e pensioni e incrementi dell’IVA, tabacco, alcool e tasse sugli idrocarburi, tasse sul gioco d’azzardo, sulle proprietà e alte spese pubbliche sulla salute. Dall’insistenza dei negoziatori dell’UE, per primo la proposta incluse anche un prelievo del 6,7% per depositi fino a 100 000 euro e del 9,9% per depositi più alti sui conti bancari nazionali. Seguendo le proteste, i ministri delle finanze dell’Eurozona furono costretti a cambiare i prelievi, esclusi i depositi minori di 100 000 euro, e introducendo un più alto prelievo del 15,6% sui depositi sopra 100 000 euro, in linea con la garanzia di deposito dell’UE. Questo accordo fu anche respinto dal parlamento cipriota il 19 marzo 2013 con 36 voti contrari e 19 astensioni (un parlamentare era assente alla votazione).
L’accordo finale fu raggiunto il 25 marzo 2013, con la proposta di chiudere la Laiki Bank, quella con più problemi: ciò aiutò significativamente a ridurre l’importo del prestito necessario per il piano di aiuti, quindi i €10bn furono sufficienti senza bisogno di imporre un tasso di prelievo generale sui depositi bancari. Le condizioni finali per l’attivazione del piano di aiuti furono delineate dal Memorandum d’intesa della Troika, che fu approvato in via definitiva dal Parlamento cipriota il 30 aprile 2013. Esso include:
- La ricapitalizzazione dell’intero settore finanziario e accettare la chiusura della Laiki Bank;
- L’implementazione di misure contro il riciclaggio di denaro nelle istituzioni finanziarie cipriote;
- Un consolidamento fiscale per aiutare ad abbassare il deficit pubblico cipriota;
- Delle riforme strutturali per ripristinare la competitività e gli squilibri macroeconomici;
- Un programma di privatizzazione.

Il rapporto tra il debito pubblico cipriota e il Pil è ora previsto solo al 126% nel 2015 e successivamente scenderà al 105% nel 2020, ed è quindi considerato a rimanere in un territorio sostenibile.
Anche se il programma di aiuti dispone di sufficienti trasferimenti finanziari fino a marzo 2016, Cipro ha iniziato lentamente a recuperare il suo accesso ai mercati dei prestiti privati già nel giugno 2014. A questo punto, il governo ha venduto 750 milioni di euro in titoli di stato con una scadenza a 5 anni, con un tasso di rendimento del 4,85%. Un'ulteriore vendita di titoli di stato con una scadenza a 10 anni, che sarebbe uguale a un ritorno completo sul mercato dei prestiti privati, si prevede per il 2015. Il ministro delle finanze cipriota ha recentemente confermato che il governo ha intenzione di emettere due nuove obbligazioni europee a medio termine nel 2015, probabilmente poco prima della scadenza di altri 1,1 miliardi di euro di obbligazioni il 1º luglio e una seconda scadenza di 900 milioni di euro di obbligazioni il 1º novembre. Come annunciato in anticipo, il governo cipriota ha emesso 1 miliardo di euro di obbligazioni con scadenza a 7 anni con un rendimento del 4% entro la fine di aprile 2015.

### Italia
Il disavanzo dell'Italia nel 2010 è del 4,6% del suo PIL, simile a quello tedesco del 4,3% e minore di quello di Regno Unito e Francia. L'Italia ha anche un avanzo primario, che esclude la necessità di contrarre nuovi debiti solo per pagare gli interessi dovuti su quelli già in essere. Comunque, il suo debito è salito a circa il 119% del PIL dal 116% del 2009 (fonte Eurostat) e la crescita economica è più bassa della media europea già da oltre un decennio. D'altra parte il debito pubblico italiano ha una scadenza residua media più lunga e una grande quota di esso è posseduta da residenti. Questo rende il paese più resistente a shock finanziari, classificandosi meglio di Francia e Belgio.
Ciò nonostante, gli investitori hanno iniziato a vedere i titoli di stato italiani sempre più rischiosi. Considerando che il debito pubblico italiano supera il 100% del PIL da circa vent'anni, e che aveva già superato il 120% negli anni 1994-1996, gli investitori sembrano temere soprattutto il deterioramento dei conti con l'estero, in quanto il saldo del conto corrente della bilancia dei pagamenti ha fatto registrare un peggioramento, rispetto al PIL, analogo a quello che si ebbe nel 1992.

### Spagna
La Spagna aveva un livello di debito relativamente basso tra le economie avanzate prima della crisi. Il suo debito pubblico rispetto al PIL nel 2010 era solo del 60%, più di 20 punti in meno di Germania, Francia o Stati Uniti, e più di 60 punti in meno di Italia o Grecia. Il debito è stato in gran parte evitato grazie alle entrate fiscali gonfiate dalla bolla immobiliare, che ha contribuito a un decennio di aumento della spesa pubblica senza accumulo di debito. Quando la bolla è scoppiata, la Spagna ha speso grandi quantità di denaro per i salvataggi delle banche. Nel maggio 2012, Bankia ha ricevuto un salvataggio di 19 miliardi di euro, oltre ai precedenti 4,5 miliardi di euro per sostenere Bankia. Nel settembre 2012, le autorità di regolamentazione hanno indicato che le banche spagnole hanno richiesto 59 miliardi di euro (77 miliardi di dollari) di capitale aggiuntivo per compensare le perdite da investimenti immobiliari.

## Impatto
La crisi non ha fatto altro che accentuare il divario già esistente tra Europa settentrionale ed Europa meridionale. Tuttavia, non bisogna credere che le restanti regioni del continente siano state esenti da problemi legati alla crisi. Infatti l’Irlanda figura tra le nazioni più colpite, ma anche il Belgio, i Paesi Bassi e la Francia (seppur in misura minore) hanno sofferto del difficile momento.